# Kahimosaari (ö i Södra Savolax)
Kahimosaari är en ö i Finland. Den ligger i sjön Haukivesi och i kommunen Rantasalmi i den ekonomiska regionen  Nyslotts ekonomiska region  och landskapet Södra Savolax, i den sydöstra delen av landet, 270 km nordost om huvudstaden Helsingfors. Öns area är 15 hektar och dess största längd är 0,8 kilometer i öst-västlig riktning.